# Éditions Gilletta
Les Éditions Gilletta sont une maison d'édition française fondée à Nice en 1880.

## Historique
Jean Gilletta, né à Levens en 1856, parcourt la Côte d’Azur, la région marseillaise, les villes d’eaux, les montagnes savoyardes, les grandes villes françaises et y moissonne des milliers de clichés : monuments, paysages, sites urbains, scènes de la vie quotidienne, grands chantiers… Après avoir créé son atelier de photographie en 1880, il fonde en 1897 une maison d’édition de cartes postales. Aidé de ses frères Joseph et François, puis de ses neveux Louis et Émile, Jean Gilletta laisse à sa mort en 1933 un fonds photographique de grande renommée (dont une partie est déposée aux Archives du patrimoine au fort de Saint-Cyret à la bibliothèque du Chevalier Victor de Cessole au musée Masséna à Nice).
Petits-neveux par alliance du fondateur, Claude et Gilbert Grisoni reprennent la maison en 1968 et en diversifient l’activité. Le siège social est alors rue de Suisse à Nice. L’édition de livres ne viendra que dans les années 1990. D’abord orientée vers la photographie, les éditions s'ouvrent à d’autres genres, avec une prédilection pour le patrimoine régional (sites, architecture, peinture…), l’histoire locale, le tourisme de découverte.
A la création de 1968 les éditions reprennent surtout la section cartes postales avec une partie de l'important fonds légué par Jean Gilletta. Les nouvelles prises de vue et la gestion sont assurées par Claude Grisoni (un ancien du Lycée Carnot de Cannes où il avait fait la connaissance de Cyril de La Patellière). Claude Grisoni parcourt la région, comme Jean Gilletta sur son tricycle, avec son appareil photo de marque "Asahi Pentax" au format 6 x 7cm. Quant à Gilbert il s'occupera, rue de Suisse, de gérer la deuxième partie de la maison en étant agence de publicité, ceci avant 1990. Il s'attachera, de 1973 à 1981, les services de Cyril de La Patellière qui créera l'ancien logo.
Depuis 2000, Gilletta est une filiale du groupe de presse Nice-Matin. Son catalogue, sous la direction de Valérie Castera, se décline en beaux livres, albums, guides et chroniques littéraires. On comptera parmi les sujets régulièrement traités le patrimoine, l'art et l'architecture, la nature, le sport, la cuisine et la jeunesse. Spécialisée dans le livre corporate, la maison se fait aussi l'écho de belles initiatives entrepreneuriales. Elle publie également des catalogues d'exposition qui relèvent autant de commandes institutionnelles que de démarches privées.
Soucieuses de maintenir une économie de proximité, tout en privilégiant des normes environnementales qualifiées ISO, les éditions Gilletta s'engagent depuis plusieurs années dans une politique écoresponsable dans la fabrication de ses livres.
La maison propose régulièrement des expositions photographiques. Sa banque d'images anciennes, riche de plusieurs milliers de clichés (plaques de verre, tirages originaux, albums photographiques…), répond à une demande très vive de la part du public.